# GNU Aspell
 (février 2013).
Si vous disposez d'ouvrages ou d'articles de référence ou si vous connaissez des sites web de qualité traitant du thème abordé ici, merci de compléter l'article en donnant les références utiles à sa vérifiabilité et en les liant à la section « Notes et références ».
 (février 2013).
GNU Aspell est un correcteur orthographique développé par Kevin Atkinson en avril 2000 puis maintenu par son auteur pour le projet GNU depuis août 2002. C'est un logiciel libre distribué pour différents systèmes d'exploitation parmi lesquels GNU/Linux, FreeBSD, NetBSD, OpenBSD et Windows. Il est capable de vérifier environ 70 langues différentes.

## Aspell versus Ispell
En comparaison de Ispell, Aspell est capable de vérifier du texte rédigé en UTF-8 sans recourir à un dictionnaire particulier. Il tente du mieux qu'il peut de respecter les paramètres de localisation. Comparé à Ispell, il est capable d'accéder à plusieurs dictionnaires à la fois et de charger plusieurs dictionnaires personnels.

## Utilisation logicielles
Certains logiciels font appel à Aspell, dont Opera, AbiWord, LyX et gedit.